# Franconat de Bruges
El Franconat de Bruges, en neerlandès anomenat «Brugse Vrije», era una castellania del comtat de Flandes. Era una gran zona rural entorn de la ciutat de Bruges entre el Mar del Nord, l'Escalda i l'IJzer. Inicialment depenia de la ciutat de Bruges, però des del 1127 sota el comte Guillem Clito va obtenir una jurisdicció pròpia. Tenia el seu palau, tribunal i el seu secretariat judicial civil al costat de la Casa de la Vila de Bruges.

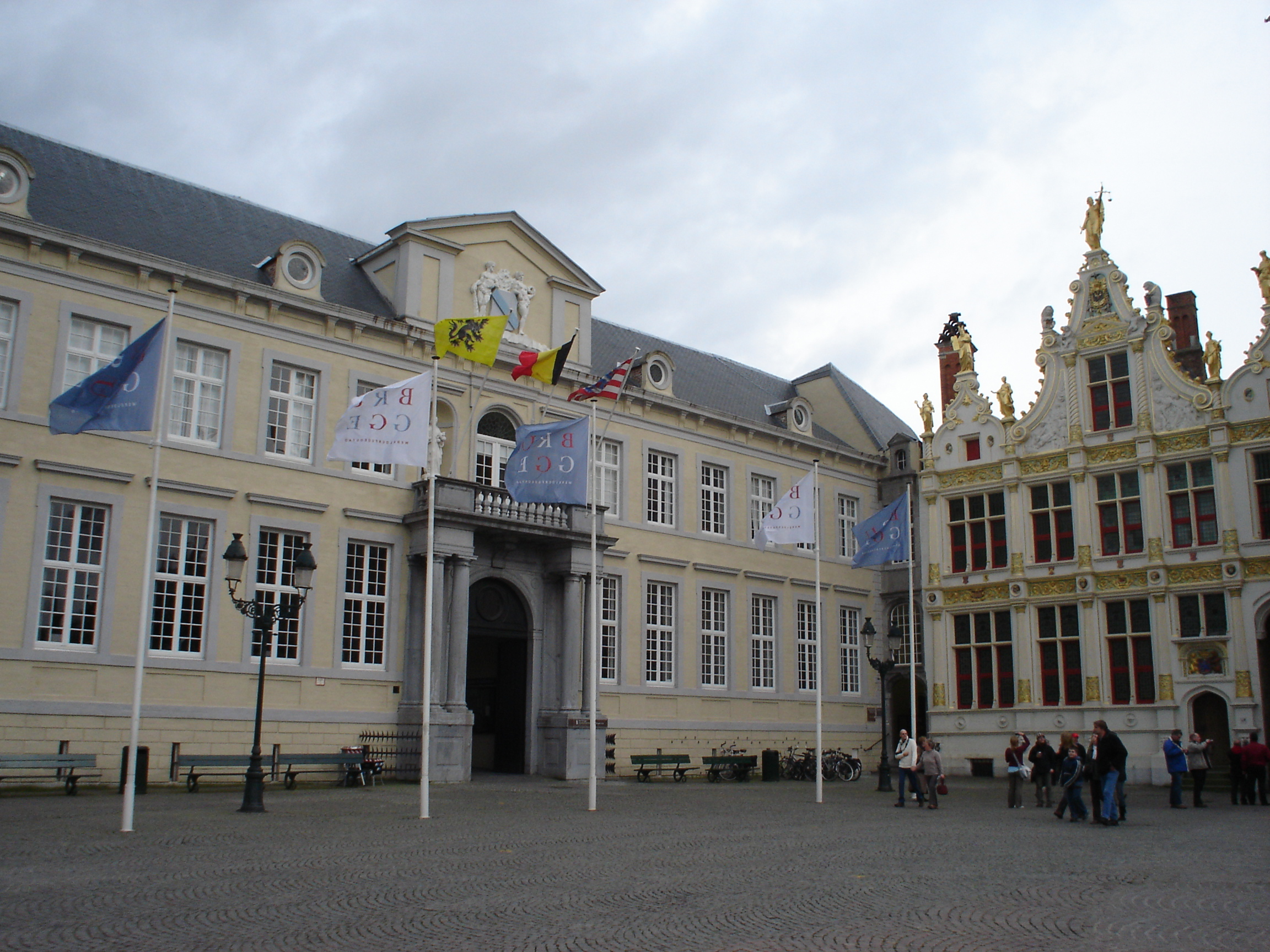
Casal (esquerra) i secretaria judicial del Franconat de Bruges

Troba el seu origen a un pagus francònic, Pagus Flandrensis. Beaucourt i Vredius veuen l'origen del territori en el maresme, les illes fluvials i la plana de marea poc accessible, que ans al contrari de les terres més altes, mai no van ser ocupades pels romans. Des de l'alta edat mitjana, el feu va prendre importància, i vers 1350, sota pressió del comte Lluís II de Flandes el Franconat va esdevenir el quart membre dels Estats de Flandes, com contrapès del món rural al poder dels tres altres membres urbans: les ciutats de Bruges, Gant i Ieper. Ans al contrari de moltes altres províncies medievals, al comtat de Flandes els dos altres estaments (noblesa i clergat) no tenien cap seu als Estats.
Amb la reorganització administrativa després de l'ocupació francesa el 1795 la castellania i totes les institucions de l'antic règim van ser suprimides. El territori va ser integrat en el nou Departament del Leie. El casal i la secretaria van convertir-se en palau de justícia fins al 1984. Després s'hi van instal·lar uns serveis administratius de l'ajuntament de Bruges i l'arxiu de la ciutat. Una part de l'antiga secretaria judicial (Oude Griffie) és accessible al públic i s'ha integrat en el conjunt museístic «Bruggemuseum».

## Subdivisió
A més d'unes ciutats amb jurisdicció pròpia com Torhout, Sluis, Hoeke, Gistel, Nieuwpoort… confederava tres parts: el Franconat en sentit estricte que cobria una zona costenca dels pòlders darrere les dunes d'una amplada de deu a quinze quilòmetres, senyories afiliades dites «appendantes» que tenien jutjat propi, però que podien apel·lar al tribunal del Franconat per a casos complicats i senyories «contribuantes» que tenien jutjat independent, i només tenien l'obligació de pagar contribucions.